# Du lügst so schön
Du lügst so schön ist ein Lied der deutschen Band Juli, das im September 2010 auf ihrem dritten Album In Love erschien. Am 29. September 2011 nahm die Band mit dem Lied am Bundesvision Song Contest 2011 teil. Zu diesem Anlass wurde es als Downloadsingle veröffentlicht.

## Inhalt
In einem kurzen Vorstellungsclip der Band vor ihrem Auftritt beim Bundesvision Song Contest beschrieb Sängerin Eva Briegel die Bedeutung des Liedes wie folgt:

„In unserem Lied ‚Du lügst so schön‘ geht es im Großen und Ganzen um Lügen und darum, dass man manchmal die Augen verschließt vor einer offensichtlichen Lüge, um weitermachen zu können wie bisher.“

## Veröffentlichung
Du lügst so schön wurde am 17. September 2010 auf dem Album In Love veröffentlicht. Im Juni 2011 wurde bekannt, dass Juli das Land Hessen beim Bundesvision Song Contest 2011 vertreten werde. Sechseinhalb Jahre zuvor hatte die Band mit Geile Zeit den Bundesvision Song Contest 2005, die erste Auflage der Show, gewonnen. Am 23. September 2011, sechs Tage vor dem Wettbewerb, wurde das Lied als Downloadsingle veröffentlicht. Es war damit die erste Singleauskopplung von Juli, die nicht mehr in physischer Form erschien. Die Maxi-Single beinhaltete neben der Singleversion eine Akustikversion zu Du lügst so schön sowie eine Liveversion, von der Großen Freiheit in Hamburg, des Liedes Jessica als B-Seite.

## Auftritt beim Bundesvision Song Contest
Vor ihrem Auftritt beim Bundesvision Song Contest stellte die Band Juli ihr Lied am 26. September 2011 bei TV total vor. Wie alle Bands präsentierte sie dabei auch einen offiziellen „Wahlwerbespot“. Das Video erzählt in selbstironischer Weise davon, wie die Bandmitglieder durch Hessen reisen und dabei vergeblich versuchen, Menschen zu finden, die die Band kennen, ehe sie am Ende schließlich auf einem Volksfest landen, auf dem Du lügst so schön von einer älteren Kapelle in der örtlichen Mundart intoniert wird. Bei dieser Band handelt es sich um die Mundartgruppe KORK aus Ruttershausen, dem Heimatort von Juli-Schlagzeuger Marcel Römer. Die Szenen wurden am 4. September 2011 auf dem Schmaadleckermarkt in Lollar aufgenommen.
Am 29. September 2011 fand der Bundesvision Song Contest in der Lanxess Arena in Köln statt. Sängerin Eva Briegel trug beim Auftritt ein wallendes rotes Kleid, das fast die gesamte Bühne ausfüllte. Schlagzeuger Marcel Römer trug einen Zylinderhut. Daneben wurde die Band von drei Streichern begleitet, die als kahle Bäume kostümiert waren. Das Kleid wurde von der Designerin Anne Schmuhl gestaltet, die auch die Hosen der übrigen Bandmitglieder entwarf.
Vor allem die ungewöhnliche Optik dieses Auftritts brachte der Band in den Medien große Aufmerksamkeit, aber auch Kritik ein.
Die Band erhielt zwar die Höchstpunktzahl von zwölf Punkten aus ihrem Heimatbundesland Hessen, jedoch keinerlei Punkte aus anderen Bundesländern, so dass sie sich letztendlich mit Doreen (Brandenburg) und Flimmerfrühstück (Sachsen-Anhalt) den dreizehnten Platz teilte.

## Musikvideo
Zu Du lügst so schön wurde von Sven Sindt (Regie) und Barne Peters (Kamera) ein Musikvideo gedreht, das jedoch unveröffentlicht blieb.

## Mitwirkende
| Liedproduktion - Eva Briegel: Gesang - Andreas „Dedi“ Herde: Bass - Jonas Pfetzing: Gitarre - Simon Triebel: Gitarre - Marcel Römer: Schlagzeug - Olaf Opal: Produktion - Tobias Siebert: Produktion, Abmischung - Jörg Siegeler: Engineering - Simon Frontzek: Abmischung - Ryan Smith, Sterling Sound, New York: Mastering | Unternehmen - Universal Music Domestic Pop: Musiklabel - Island Records: Musiklabel - EMI Music Publishing: Musikverlag - Edition Wunschkind: Musikverlag - Miraphon Management: Künstlermanagement - Studio Kanal 24, Bochum: Tonstudio - Radio Buellebrueck, Berlin: Tonstudio |

## Charts und Chartplatzierungen
In den deutschen Singlecharts stieg der Titel am 7. Oktober 2011 auf Platz 67 ein, was zugleich seine höchste Chartplatzierung darstellte, und verblieb danach nur noch eine weitere Woche in den Charts. In Österreich und in der Schweiz erreichte das Lied keine Chartsnotierung.
| ChartsChartplatzierungen | Höchstplatzierung | Wochen |
| ------------------------ | ----------------- | ------ |
| Deutschland (GfK)        | 67 (2 Wo.)        | 2      |